# Verdrag der XVIII artikelen
Het Verdrag der XVIII Artikelen is de overeenkomst die aan de Belgische revolutionairen van 1830 door de grote Europese mogendheden werd opgelegd als basis voor de boedelscheiding tussen de Noordelijke en de Zuidelijke Nederlanden.

## Na de revolutie
Vanaf begin oktober 1830 was de feitelijke scheiding binnen het Verenigd Koninkrijk der Nederlanden een feit. Het Voorlopig Bewind trad op als regering en een Nationaal Congres werd verkozen als wetgevend lichaam, met als eerste opdrachten een Grondwet op te stellen en een staatshoofd te kiezen. De provincies werden geleid door nieuwe gouverneurs, benoemd door het Voorlopig Bewind en de gemeentebesturen door burgemeesters en schepenen die uit nieuwe verkiezingen voortsproten. Een begin van eigen leger werd op de been gebracht. De Nederlandse minister Van Maanen stelde al op 8 oktober vast dat geene wettige magt of ambtenaren, ten gevolge der Grondwet of van des Konings grondwettelijk gedane benoemingen aldaar voor den opstand gevestigd, zijn in de provinciën nog aanwezig of in betrekking tot de wettige regering.
Toen aldus de scheiding een feit was geworden, kwamen de vertegenwoordigers van de Europese mogendheden (Verenigd Koninkrijk, Frankrijk, Pruisen, Oostenrijk en Rusland) samen om te beslissen of ze met de gang van zaken akkoord gingen of zo niet gewapenderhand het koninkrijk, door hen in 1814-1815 tijdens het Congres van Wenen bedacht, zouden herstellen.
De Belgische delegatie die in Londen ging onderhandelen, bepleitte de goedkeuring van de opstand en van de onafhankelijkheid van het land en slaagde erin dit te doen aanvaarden. Niet zonder voorwaarden echter, die werden vastgelegd in een protocol op 20 januari 1831, dat de naam kreeg 'Grondslagen der scheiding'.
De inhoud ervan kwam er hoofdzakelijk op neer dat de Belgische staat werd erkend binnen de grenzen die de provincies in 1790 hadden. Dit was een, wat betreft territoriumafbakening, gunstig compromis voor het nieuwe België. Een aantal enclaves die pas later tot de Bataafse republiek waren gaan behoren, kwamen bij België. Dit waren Venlo, Stevensweert, Maastricht en de 53 dorpen van de Generaliteit aan beide oevers van de Maas.

## Een internationaal verdrag
Het protocol diende nog verder in een internationaal verdrag te worden gegoten. Dit werd het 'Tractaat der XVIII Artikelen' dat op 26 juni 1831 door de Belgische delegatie in Londen werd aanvaard en op 9 juli door het Nationaal Congres met 126 stemmen tegen 70 werd aangenomen. Aan deze goedkeuring gingen negen woelige zittingen vooraf en uiteindelijk kwam de goedkeuring er doordat het Verdrag betreffende de gebiedsomschrijving eerder vaag bleef en de voorstanders ervan het veel gunstiger konden voorstellen dan het in werkelijkheid was. Zo had een van de hoofdonderhandelaars Joseph Lebeau verklaard U zult gans Limburg met Maastricht en gans Luxemburg hebben.
De goedkeuring was een absolute noodzaak. Als die er niet kwam zouden de Mogendheden hun akkoord en erkenning onthouden en wilde de verkozen monarch, Leopold van Saksen Coburg, de troon niet bestijgen. Na de aanvaarding van 9 juli ging alles vlug en op 21 juli 1831 legde Leopold I in Brussel de grondwettelijke eed af.
Willem I verwierp de XVIII artikelen en bereidde de Tiendaagse Veldtocht voor. Dit was de eerste vuurproef voor de nieuwe koning als bevelhebber van het leger. Het ongeorganiseerde Belgische leger kon enkel maar stand houden dankzij Franse troepenhulp. De kwetsbaarheid van het nieuwe koninkrijk was hiermee aangetoond en het moest, vanuit een minder gunstige positie, nieuwe onderhandelingen ondergaan en ongunstiger voorwaarden aanvaarden vanwege de Mogendheden, hetgeen uitmondde in een nieuw Verdrag der XXIV Artikelen. Hoewel omgekeerd het verdrag gunstiger was voor Nederland, werd het niettemin door Willem I verworpen en tot hij in 1838 zijn volhardingspolitiek opgaf, leefden Nederland en België op voet van oorlog.

## Tekst van het verdrag
Hieronder de integrale tekst van het verdrag. De originele tekst opgesteld in het Frans is per artikel in cursief hernomen onder de vertaling in het Nederlands (waarbij het Franse Hollande hier ook door Holland vertaald is).
Ontwerp van verdrag van 26 juni 1831
Projet de traité du 26 juin 1831
De conferentie, bezield door de wens om de moeilijkheden te overkomen die het afsluiten van de Belgische zaak alsnog verhinderen, is van mening dat de volgende artikels, die de aanzet zouden vormen tot een vredesverdrag, tot dit doel zouden kunnen leiden. Ze heeft dien ten gevolge besloten deze voor te stellen aan beide partijen.
La conférence, animée du désir de concilier les difficultés qui arrêtent encore la conclusion des affaires de Belgique, a pensé que les articles suivants, qui formeraient les préliminaires d'un traité de paix, pourraient conduire à ce but. Elle a résolu en conséquence de les proposer aux deux parties.
Artikel 1.
De Hollandse grenzen zullen omvatten, alle territoria, vestigingen, steden en plaatsen die voorheen toebehoorden aan de Republiek der Zeven Verenigde  Nederlanden in het jaar 1790.
Les limites de la Hollande comprendront tous les territoires, places, villes et lieux qui appartenaient à la ci-devant république des Provinces-Unies des Pays-Bas en l'année 1790.
Artikel 2.
België zal gevormd worden door alle overblijvende territoria die in de verdragen van 1815 de benaming Koninkrijk der Nederlanden gekregen hebben.
La Belgique sera formée de tout le reste des territoires qui avaient reçu la dénomination de royaume des Pays-Bas dans les traités de 1815.
Artikel 3.
De vijf mogendheden zullen hun goede diensten aanwenden opdat het status quo in het Groothertogdom Luxemburg behouden blijft gedurende de duur van de afzonderlijke onderhandelingen die de Belgische soeverein zal opstarten met de koning der Nederlanden en de Duitse Confederatie, met betrekking tot dit genoemde groothertogdom, onderhandeling onderscheiden van de kwestie der grenzen tussen Holland en België. Het is duidelijk dat de vestiging Luxemburg zijn vrij verkeer met Duitsland zal behouden.
Les cinq puissances emploieront leurs bons offices pour que le statu quo dans le grand-duché de Luxembourg soit maintenu pendant le cours de la négociation séparée que le souverain de la Belgique ouvrira avec le roi des Pays-Bas et avec la Confédération germanique, au sujet dudit grand-duché, négociation distincte de la question des limites entre la Hollande et la Belgique. Il est entendu que la forteresse de Luxembourg conservera ses libres communications avec l'Allemagne.
Artikel 4.
Hoewel vastgesteld is dat de Republiek der Zeven Verenigde Nederlanden in 1790 niet uitsluitend de soevereiniteit uitoefende over de stad Maastricht, worden beide partijen bericht hieromtrent tot een geschikte regeling overeen te komen.
S'il est constaté que la République des Provinces-Unies des Pays-Bas n'exerçait pas exclusivement la souveraineté dans la ville de Maëstricht en 1790, il sera avisé par les deux parties de s'entendre à cet égard sur un arrangement convenable.
Artikel 5.
Gezien de basisvoorwaarden van de artikels 1 en 2 voor Holland en België zullen resulteren in het bezitten van enclaves in hun respectievelijke territoria, zullen tussen Holland en België in onderlinge overeenkomst uitwisselingen gebeuren die wederzijds geschikt bevonden worden.
Comme il résulterait des bases posées dans les articles 1 et 2 que la Hollande et la Belgique posséderaient des enclaves dans leurs territoires respectifs, il sera fait à l'amiable entre la Hollande et la Belgique les échanges qui pourraient être jugés d'une convenance réciproque.
Artikel 6.
De wederzijdse ontruiming van territoria, steden en plaatsen, zal onafhankelijk van de schikkingen met betrekking tot uitwisselingen gebeuren.
L'évacuation réciproque des territoires, villes et places, aura lieu
indépendamment des arrangements relatifs aux échanges.
Artikel 7.
Het is duidelijk dat de schikkingen getroffen in artikels 108 tot en met 117, van de algemene akte van het Congres van Wenen, met betrekking tot de vrije vaart op de stromen en rivieren van toepassing zullen zijn op de stromen en rivieren die doorheen het Hollandse en Belgische grondgebied lopen. De uitvoering van deze schikkingen zal binnen de kortst mogelijke termijn geregeld worden.
De deelname van België aan de Rijnvaart, via de binnenwateren tussen deze stroom met de Schelde, zal voorwerp zijn van een aparte onderhandeling tussen de geïnteresseerde partijen, waartoe de vijf machten hun goede diensten zullen verlenen.
Het gebruik van het kanaal Gent-Terneuzen en de Zuid-Willemsvaart, gebouwd tijdens het bestaan van het Koninkrijk der Nederlanden, zal gemeenschappelijk zijn voor de inwoners van beide landen; een reglement ter zake zal besloten worden.
De afwatering van de Vlaamse wateren zal op de meest geschikte wijze geregeld worden, ten einde overstromingen te voorkomen. 
Il est entendu que les dispositions des articles 108 jusqu'à 117 inclusivement, de l'acte général du Congrès de Vienne, relatives à la libre navigation des fleuves et rivières navigables seront appliquées aux fleuves et aux rivières qui traversent le territoire hollandais et le territoire belge. La mise à exécution de ces dispositions sera réglée dans le plus bref délai possible.
La participation de la Belgique à la navigation du Rhin, par les eaux intérieures entre ce fleuve et l'Escaut formera l'objet d'une négociation séparée entre les parties intéressées, à laquelle les cinq puissances prêteront leurs bons offices.
L'usage des canaux de Gand à Terneuze et de Zuid-Wislemswart, construits pendant l'existence du royaume des Pays-Bas, sera commun aux habitants des deux pays ; il sera arrêté un règlement sur cet objet.
L'écoulement des eaux des Flandres sera réglé de la manière la plus convenable, afin de prévenir les inondations.
Artikel 8.
In uitvoering van de voorafgaande artikelen 1 en 2, zullen Hollandse en Belgische grenscommissarissen binnen de kortst mogelijke tijd vergaderen, in de stad Maastricht, om over te gaan tot het afbakenen van de grenzen die Holland en België zullen scheiden, in overeenstemming met de principes dienaangaande vastgelegd in de artikelen 1 en 2. Dezelfde commissarissen zullen zich bekommeren om de uitwisselingen, te doen door de bevoegde machten van beide landen, als gevolg van artikel 5.
En exécution des articles 1 et 2 qui précèdent, des commissaires démarcateurs hollandais et belges se réuniront dans le plus bref délai possible, en la ville de Maëstricht, et procéderont à la démarcation des limites qui doivent séparer la Hollande et la Belgique, conformément aux principes établis à cet effet dans les articles 1 et 2. Ces mêmes commissaires s'occuperont des échanges à faire par les pouvoirs compétents des deux pays par suite de l'article 5.
Artikel 9.
België, binnen de grenzen zoals ze afgebakend zullen worden conform de principes neergelegd in deze voorlopige bepalingen, zal een eeuwigdurend neutrale staat vormen. De vijf mogendheden, zonder zich te willen mengen in het binnenlands regime van België, waarborgen haar deze eeuwigdurende neutraliteit, alsook de integriteit en onschendbaarheid van haar grondgebied binnen de grenzen vermeld in dit artikel.
La Belgique, dans les limites telles qu'elles seront tracées conformément aux principes posées dans les présents préliminaires, formera un État perpétuellement neutre. Les cinq puissances, sans vouloir s'immiscer dans le régime intérieur de la Belgique, lui garantissent cette neutralité perpétuelle, ainsi que l'intégrité et l'inviolabilité de son territoire dans les limites mentionnées au présent article.
Artikel 10.
Vanuit een billijke wederkerigheid, zal België gehouden zijn eenzelfde neutraliteit in acht te nemen ten aanzien van andere staten, en geen enkele inbreuk te plegen op hun binnenlandse noch buitenlandse rust, daarbij het recht behoudend zich te verdedigen tegen elke buitenlandse agressie.
Par une juste réciprocité, la Belgique sera tenue d'observer cette même neutralité envers les autres États, et de ne porter aucune atteinte à leur tranquillité intérieure ni extérieure, en conservant le droit de se défendre contre toute agression étrangère.
Artikel 11.
De haven van Antwerpen, conform artikel 15 van het verdrag van Parijs van 30 mei 1814, zal verder enkel een handelshaven blijven.
Le port d'Anvers, conformément à l'article 15 du traité de Paris du 30 mai 1814, continuera d'être uniquement un port de commerce.
Artikel 12.
De verdeling van de schulden zal derwijze gebeuren dat elk land de totaliteit van de schulden zal dragen die oorspronkelijk aangegaan werden, voor de vereniging, in de verschillende territoria waaruit ze zijn samengesteld, en voor deze die samen aangegaan werden verdeeld in een billijke verhouding. 
Le partage des dettes aura lieu de manière à faire retomber sur chacun des deux pays la totalité des dettes qui originairement êsaient, avant la réunion, sur les divers territoires dont ils se composent, et à diviser dans une juste proportion celles qui ont été contractées en commun.
Artikel 13.
De van weerskanten benoemde vereffenaars zullen onmiddellijk samenkomen. Het eerste punt van hun vergadering zal het bepalen zijn van het aandeel dat België voorlopig dient te betalen, en behoudens vereffening voor de dienst van een deel van de interesten der vernoemde schulden in het voorgaande artikel.
Des commissaires liquidateurs nommés de part et d'autre se réuniront immédiatement. Le premier objet de leur réunion sera de faire la quote par que la Belgique aura à payer provisoirement, et sauf liquidation pour le service d'une partie des intérêts des dettes mentionnées dans l'article précédent.
Artikel 14.
De krijgsgevangenen zullen aan weerskanten teruggezonden worden vijftien dagen na het goedkeuren van deze artikelen.
Les prisonniers de guerre seront renvoyés de part et d'autre quinze jours après l'adoption de ces articles.
Artikel 15.
De beslagleggingen op particuliere goederen in beide landen zullen onmiddellijk opgeheven worden.
Les séquestres mis sur les biens particuliers dans les deux pays seront immédiatement levés.
Artikel 16.
Geen enkele inwoner van de wederzijds ontruimde steden, plaatsen en grondgebieden, zal opgespoord noch vervolgd worden voor zijn politiek gedrag in het verleden.
Aucun habitant des villes, places et territoires réciproquement évacués, ne sera recherché ni inquiété pour sa conduite politique passée.
Artikel 17.
De vijf mogendheden behouden zich het recht voor hun goede diensten te verlenen, wanneer deze door de betroffen partijen gevorderd worden.
Les cinq puissances se réservent de prêter leurs bons offices, lorsqu'ils seront réclamés par les parties intéressées.
Artikel 18.
De wederzijds goedgekeurde artikels zullen omgezet worden in een definitief verdrag.
Getekend: Esterhazy, Talleyrand, Palmerston, Bulow, Matuszewick.
Les articles réciproquement adoptés seront convertis en traité définitif.
Signé : Esterhazy, Talleyrand, Palmerston, Bulow, Matuszewick.